# منتصر مرعي
منتصر مرعي (1975 الكويت - ) صحفي ومخرج فلسطيني أردني في قناة الجزيرة. حاصل على بكالوريوس علم اجتماع من الجامعة الأردنية، ودورة في التصوير والإخراج السينمائي من لندن. التحق بقناة الجزيرة عام 2002 كصحفي في موقع الجزيرة نت.كما عمل صحفيا في الجزيرة الأخبارية ويتولى حاليا مسؤولية الإنتاج في قناة الجزيرة الوثائقية. غطّى أحداث الثورة المصرية من ميدان التحرير.